# آبراهام اسکورکا
 آبراهام اسکورکا (انگلیسی: Abraham Skorka؛ زاده ۵ ژوئیه ۱۹۵۰) یک فیزیک‌دان، و شیمی‌دان اهل آرژانتین است.